# Trebujena (kommunhuvudort)
Trebujena är en kommunhuvudort i Spanien.   Den ligger i provinsen Provincia de Cádiz och regionen Andalusien, i den sydvästra delen av landet, 500 km sydväst om huvudstaden Madrid. Trebujena ligger 73 meter över havet och antalet invånare är 6 806.
Terrängen runt Trebujena är huvudsakligen platt. Trebujena ligger uppe på en höjd. Runt Trebujena är det ganska tätbefolkat, med 120 invånare per kvadratkilometer. Närmaste större samhälle är Lebrija, 10,5 km nordost om Trebujena. Trakten runt Trebujena består till största delen av jordbruksmark.